# Saison 2021-2022 du FC Barcelone
Maillots
Chronologie
Saison précédente Saison suivante
La saison 2021-2022 du FC Barcelone est la 123e depuis la fondation du FC Barcelone. Elle fait suite à la saison 2020-2021 qui a vu Barcelone remporter la Coupe du Roi.
Lors de la saison 2021-2022, le FC Barcelone est engagé dans cinq compétitions officielles : championnat d'Espagne, Ligue des Champions, Ligue Europa, Coupe du Roi et Supercoupe d'Espagne.
L'été est marqué par les arrivées de Memphis Depay et Sergio Agüero, et les départs de Lionel Messi et Antoine Griezmann. Lors du mercato d'hiver, le club recrute les attaquants Ferran Torres, Pierre-Emerick Aubameyang et Adama Traoré.
L'entraîneur Ronald Koeman est limogé le 27 octobre 2021. Il est remplacé par Xavi Hernández à partir du 7 novembre 2021.

## Pré-saison
Le 31 mai 2021, le club annonce l'arrivée de l'attaquant argentin Sergio Agüero, puis le jour suivant, celle du défenseur central espagnol Eric García, tous deux en provenance de Manchester City.
Le 2 juin, le club annonce l'arrivée du latéral brésilien Emerson.
Le 19 juin, le club annonce l'arrivée de l'attaquant néerlandais Memphis Depay.

### Juillet
L'équipe reprend l'entraînement le 12 juillet sans les joueurs qui ont disputé le championnat d'Europe et la Copa América.
Le 21 juillet, Barcelone bat 4 à 0 le Gimnàstic de Tarragona en match amical.
Le 24, le Barça bat 3 à 1 le Girona FC en match amical. Memphis Depay fait ses débuts et inscrit un but.
Le 28, Barcelone débute un stage d'entraînement en Allemagne, à Donaueschingen, jusqu'au 2 août
Le 31, Barcelone bat 3 à 0 le VfB Stuttgart en match amical.

## Saison

### Août
Le 4 août, Barcelone perd 2 à 1 face au Red Bull Salzbourg, champion d'Autriche, en match amical à Salzbourg.
Le 5, le club annonce que les négociations pour la signature d'un nouveau contrat de Lionel Messi n'ont pas abouti, en raison « d'obstacles économiques et structurels ». L'Argentin quitte donc le club après 17 ans, 778 matchs joués et 672 buts marqués. C'est le jeune Ansu Fati (18 ans), issu comme Messi de La Masia, qui hérite du numéro 10.
Le 8, lors du traditionnel Trophée Gamper, Barcelone bat 3 à 0 la Juventus au stade Johan-Cruyff. Sergio Busquets devient le nouveau capitaine de l'équipe à la suite du départ de Messi.
Le 15, Barcelone débute le championnat d'Espagne en battant 4 à 2 la Real Sociedad au Camp Nou grâce à des buts de Gerard Piqué, Martin Braithwaite (2) et Sergi Roberto. Le jeune Nico González joue son premier match officiel en équipe première.
Le 21, Barcelone fait match nul 1 à 1 face à l'Athletic Bilbao à San Mamés (2e journée de championnat). Memphis Depay inscrit le but de l'égalisation. Le jeune Yusuf Demir joue son premier match officiel avec le Barça.
Le 26, lors du tirage au sort de la phase de poules de la Ligue des champions, Barcelone est placé dans le groupe E avec le Bayern Munich, Benfica et le Dynamo Kiev.
Le 29, le Barça bat 2 à 1 Getafe CF au Camp Nou (3e journée de championnat). Le jeune Gavi (17 ans) fait ses débuts en équipe première.
Le 31, Antoine Griezmann retourne à l'Atlético de Madrid pour un montant de 50 M€. L'attaquant Luuk de Jong rejoint le Barça en provenance du Séville FC.

### Septembre
Le 2 septembre, Miralem Pjanić est prêté pour une saison au Beşiktaş JK.
Le 11, Barcelone devait se déplacer sur le terrain du Séville FC (4e journée de championnat) mais le match est suspendu.
Le 14, Barcelone perd 3 à 0 face au Bayern Munich au Camp Nou lors du premier match de la Ligue des champions. Les jeunes Gavi, Alejandro Balde et Yusuf Demir débutent en Ligue des champions.
Le 19, le Barça concède le nul 1 à 1 face à Grenade CF au Camp Nou (5e journée de championnat).
Le 23, Barcelone fait match nul 0 à 0 sur le terrain du Cadix CF (6e journée de championnat).
Le 26, Barcelone bat 3 à 0 Levante UD au Camp Nou (7e journée de championnat). Le jeune attaquant Ansu Fati fait son retour après une absence de dix mois et marque un but sous les acclamations du public barcelonais.
Le 29, le Barça perd 3 à 0 à Lisbonne face à Benfica (2e journée de la Ligue des champions).

### Octobre
Le 2 octobre, Barcelone perd 2 à 0 face à l'Atlético de Madrid au stade Wanda Metropolitano (8e journée de championnat).
Le 17, le Barça bat 3 à 1 Valence CF au Camp Nou (9e journée de championnat). Ansu Fati inscrit un but tandis que Kun Agüero joue son premier match sous le maillot blaugrana.
Le 20, Barcelone bat 1 à 0 le Dynamo Kiev au Camp Nou (3e journée de la Ligue des champions).
Le 21, le jeune attaquant Ansu Fati renouvelle son contrat jusqu'en 2027 avec une clause de départ de 1 000 millions d'euros.
Le 24, Barcelone perd 2 à 1 face au Real Madrid au Camp Nou lors du premier Clásico de la saison (10e journée de championnat). Kun Agüero inscrit son premier but.
Le 27, le Barça perd 1 à 0 sur le terrain du Rayo Vallecano (11e journée de championnat). L'entraîneur Ronald Koeman est limogé après le match alors que l'équipe occupe la 9e place au classement.
Le 28, Sergi Barjuan est nommé entraîneur intérimaire en attendant l'arrivée de Xavi Hernández.
Le 30, Barcelone concède le nul 1 à 1 au Camp Nou face au Deportivo Alavés (12e journée de championnat).

### Novembre
Le 2 novembre, le Barça s'impose 1 à 0 sur le terrain du Dynamo Kiev grâce à un but d'Ansu Fati (4e journée de la Ligue des champions). Cette victoire permet au Barça de prendre la 2e place au classement.
L'arrivée du nouvel entraîneur Xavi Hernández est annoncée le 5 novembre.
Le 6, Barcelone concède le nul 3 à 3 sur le terrain du Celta de Vigo après avoir mené 3 à 0 à la mi-temps (13e journée de championnat).
Le 8, le club ouvre les portes du Camp Nou pour que les supporters assistent à la présentation du nouvel entraîneur, Xavi Hernández.
Le 12, le club annonce le retour du latéral droit brésilien Dani Alves (38 ans) qui avait quitté le club en 2016. Vainqueur de 23 trophées avec le Barça, il est le joueur étranger qui a joué le plus de matches sous le maillot blaugrana (391) après Messi (778).
Le 20, Barcelone avec son nouvel entraîneur bat 1 à 0 le RCD Espanyol au Camp Nou lors du derby barcelonais (14e journée de championnat). Le jeune espoir de 17 ans Ilias Akhomach fait ses débuts en équipe première.
Le 23, Barcelone concède le nul 0 à 0 face à Benfica au Camp Nou lors d'un match décisif (5e journée de la Ligue des champions).
Le 27, le Barça s'impose 3 à 1 sur le terrain de Villarreal CF (15e journée de championnat).

### Décembre
Le 5 décembre, Barcelone perd 1 à 0 face au Betis au Camp Nou (16e journée de championnat).
Le 8, Barcelone perd 3 à 0 à Munich face au Bayern (6e journée de la Ligue des champions). Barcelone termine à la troisième place et est versé en Ligue Europa. C'est la première fois depuis la saison 2000-2001 que Barcelone est éliminé de la Ligue des champions en phase de poule.
Le 12, le Barça fait match nul 2 à 2 sur le terrain d'Osasuna (17e journée de championnat).
Le 14, Barcelone fait match nul 1 à 1 lors d'un match amical face au Boca Juniors en hommage à Diego Maradona. Dani Alves joue son premier match depuis son retour.
Kun Agüero annonce sa retraite sportive en raison de problèmes de santé. Il n'aura joué que cinq matches sous le maillot blaugrana.
Le 18, Barcelone bat 3 à 2 Elche CF au Camp Nou (18e journée de championnat). Le jeune Ferran Jutglà débute en équipe première et marque son premier but. Gavi inscrit également son premier but en équipe première. Le troisième but est inscrit par un autre jeune de moins de 20 ans, Nico González.
Le 21, Barcelone obtient un nul 1 à 1 sur le terrain du Séville FC (match en retard de la 4e journée de championnat).
Le 28, le club annonce l'arrivée de l'attaquant international espagnol Ferran Torres en provenance de Manchester City.

### Janvier
Le 2 janvier, Barcelone entame l'année en gagnant 1 à 0 sur le terrain du RCD Majorque (19e journée de championnat). L'équipe termine le premier tour à la 5e place avec 31 points (8V, 7N, 4D). Les jeunes Álvaro Sanz et Estanis Pedrola débutent en équipe première.
Le 5, Barcelone s'impose 2 à 1 lors de son premier match en Coupe du Roi face à Linares CF.
Le 8, le Barça concède un nul 1 à 1 sur le terrain de Grenade CF (20e journée de championnat).
Le 12 janvier, Barcelone perd 3 à 2 après prolongations face au Real Madrid lors de la demi-finale de la Supercoupe d'Espagne au stade Roi-Abdallah de Djeddah.
Le 20, Barcelone est éliminé en huitièmes de finale de la Coupe du Roi après une défaite 3 à 2 contre l'Athletic Bilbao.
Le 23, Barcelone l'emporte 1 à 0 sur le terrain du Deportivo Alavés (22e journée de championnat).

### Février
Le 2 février, le club annonce l'arrivée de l'attaquant Pierre-Emerick Aubameyang en provenance d'Arsenal.
Le 6 février, Barcelone bat 4 à 2 l'Atlético de Madrid au Camp Nou (23e journée de championnat). Cette victoire permet à Barcelone de se hisser à la 4e place du championnat.
Le 13, Barcelone fait match nul 2 à 2 face au RCD Espanyol au RCDE Stadium lors du derby barcelonais (24e journée de championnat).
Le 17, Barcelone fait match nul 1 à 1 face à Naples au Camp Nou lors du match aller du barrage de la Ligue Europa.
Le 20, le Barça bat Valence CF 4 à 1 au stade de Mestalla (25e journée de championnat). Pierre-Emerick Aubameyang inscrit un hat-trick.
Le 24, Barcelone bat Naples 4 à 2 et se qualifie pour les huitièmes de finale de la Ligue Europa.
Le 27, Barcelone bat 4 à 0 l'Athletic Bilbao au Camp Nou (26e journée de championnat).

### Mars
Le 6 mars, Barcelone l'emporte 2 à 1 sur le terrain d'Elche CF (27e journée de championnat).
Le 10, Barcelone fait match nul 0 à 0 face à Galatasaray au Camp Nou lors des huitièmes de finale aller de la Ligue Europa.
Le 13, le Barça bat 4 à 0 Osasuna au Camp Nou (28e journée de championnat).
Le 17, Barcelone s'impose 2 à 1 sur le terrain de Galatasaray lors du match retour des huitièmes de finale de la Ligue Europa.
Le 20 mars, Barcelone s'impose 4 à 0 sur le terrain du Real Madrid lors du Clásico (29e journée de championnat).

### Avril
Le 3 avril, Barcelone bat 1 à 0 le Séville FC au Camp Nou (30e journée de championnat). Barcelone remonte à la deuxième place du classement.
Le 7, Barcelone fait match nul 1 à 1 face à l'Eintracht Francfort au Deutsche Bank Park lors du match aller des quarts de finale de la Ligue Europa.
Le 10, Barcelone s'impose 3 à 2 face au Levante UD au stade Ciudad de Valencia (31e journée de championnat).
Le 14, Barcelone perd 3 à 2 face à l'Eintracht Francfort au Camp Nou lors du match retour des quarts de finale de la Ligue Europa.
Le 18, le Barça perd 1 à 0 face à Cadix au Camp Nou (32e journée de championnat).
Le 21, Barcelone bat 1 à 0 la Real Sociedad au stade d'Anoeta (33e journée de championnat).
Le 24, Barcelone perd 1 à 0 face au Rayo Vallecano (match en retard de la 21e journée de championnat).

### Mai
Le 1er mai, Barcelone bat 2 à 1 le RCD Majorque au Camp Nou (34e journée de championnat).
Le 7, le Barça bat 2 à 1 le Betis au Stade Benito Villamarín (35e journée de championnat). Grâce à cette victoire, Barcelone assure sa participation à la prochaine Ligue des champions.
Le 10, Barcelone bat 3 à 1 le Celta de Vigo au Camp Nou (36e journée de championnat).
Le 15, Barcelone fait match nul 0 à 0 face au Getafe CF au Coliseum Alfonso Pérez (37e journée de championnat). Barcelone est assuré de terminer à la deuxième place et obtient ainsi son billet pour la Supercoupe d'Espagne.
Le 22 mai, Barcelone termine le championnat en perdant 2 à 0 face à Villarreal CF au Camp Nou (38e journée de championnat).
Le 25 mai, Barcelone s'impose 3 à 2 lors d'un match amical au Stadium Australia de Sydney face au A-League All Stars (une sélection des meilleurs joueurs du championnat australien). 70 000 spectateurs assistent au premier match de l'histoire du Barça en Australie.

## Transferts
| Nom                       | Nationalité        | Poste            | Forme                | Période | Provenance/Destination | Division       |
| Arrivées                  |                    |                  |                      |         |                        |                |
| Emerson                   | Brésil             | Défenseur        | 9 M€                 | Été     | Real Betis             | La Liga        |
| Sergio Agüero             | Argentine          | Attaquant        | Libre                | Été     | Manchester City        | Premier League |
| Eric García               | Espagne            | Défenseur        | Libre                | Été     | Manchester City        | Premier League |
| Memphis Depay             | Pays-Bas           | Attaquant        | Libre                | Été     | Olympique lyonnais     | Ligue 1        |
| Dani Alves                | Brésil             | Latéral          | Libre                | Hiver   | Sao Paulo FC           | Série A        |
| Ferran Torres             | Espagne            | Attaquant        | 55 M€ (+ var. 10 M€) | Hiver   | Manchester City        | Premier League |
| Adama Traoré              | Espagne            | Attaquant/Ailier | Prêt de 6 mois       | Hiver   | Wolverhampton FC       | Premier League |
| Pierre-Emerick Aubameyang | Gabon              | Attaquant/Ailier | Libre                | Hiver   | Arsenal FC             | Premier League |
| Départs                   |                    |                  |                      |         |                        |                |
| Lionel Messi              | Argentine          | Attaquant        | Libre                | Été     | Paris Saint-Germain    | Ligue 1        |
| Júnior Firpo              | Espagne            | Défenseur        | 18 M€                | Été     | Leeds United           | Premier League |
| Jean-Clair Todibo         | France             | Défenseur        | 8,5 M€ (+ var. 7 M€) | Été     | OGC Nice               | Ligue 1        |
| Carles Aleñá              | Espagne            | Milieu           | 5 M€                 | Été     | Getafe                 | La Liga        |
| Konrad de la Fuente       | États-Unis         | Attaquant        | 3 M€                 | Été     | Olympique de Marseille | Ligue 1        |
| Francisco Trincão         | Portugal           | Attaquant        | Prêt                 | Été     | Wolverhampton          | Premier League |
| Juan Miranda              | Espagne            | Défenseur        | Libre                | Été     | Real Betis             | La Liga        |
| Matheus Fernandes         | Brésil             | Milieu           | Libre                | Été     | SE Palmeiras           | Brasileirão    |
| Emerson                   | Brésil             | Défenseur        | 25 M€                | Été     | Tottenham Hotspur      | Premier League |
| Antoine Griezmann         | France             | Attaquant        | 50 M€                | Été     | Atlético de Madrid     | La Liga        |
| Miralem Pjanić            | Bosnie-Herzégovine | Milieu           | Prêt                 | Été     | Beşiktaş               | Süper Lig      |
| Philippe Coutinho         | Brésil             | Milieu           | Prêt                 | Hiver   | Aston Villa            | Premier League |

## Effectif 2021-2022
Ce tableau liste l'effectif professionnel du FC Barcelone actuel pour la saison 2021-2022.

## Compétitions

### LaLiga Santander

#### Calendrier
| Date       | J.  | Adversaire         | Lieu                                   | Score | Buteurs                                                          |
| ---------- | --- | ------------------ | -------------------------------------- | ----- | ---------------------------------------------------------------- |
| 15/08/2021 | 1re | Real Sociedad      | Camp Nou, Barcelone                    | 4-2   | Piqué 19e, Braithwaite 45+2e 59e, Roberto 90+1e                  |
| 22/08/2021 | 2e  | Athletic Bilbao    | San Mamés, Bilbao                      | 1-1   | Depay 75e                                                        |
| 29/08/2021 | 3e  | Getafe CF          | Camp Nou, Barcelone                    | 2-1   | Roberto 2e, Depay 30e                                            |
| 21/12/2021 | 4e  | Séville FC         | Stade Ramón-Sánchez-Pizjuán, Séville   | 1-1   | Araujo 45e                                                       |
| 19/09/2021 | 5e  | Grenade CF         | Camp Nou, Barcelone                    | 1-1   | Araújo 90e                                                       |
| 23/09/2021 | 6e  | Cadix CF           | Stade Ramón de Carranza, Cadix         | 0-0   | /                                                                |
| 26/09/2021 | 7e  | Levante UD         | Camp Nou, Barcelone                    | 3-0   | Depay 7e (pen.), L. de Jong 14e, Fati 90+1e                      |
| 02/10/2021 | 8e  | Atlético de Madrid | Wanda Metropolitano, Madrid            | 2-0   | /                                                                |
| 17/10/2021 | 9e  | Valence CF         | Camp Nou, Barcelone                    | 3-1   | Fati 13e, Depay 41e (pen.), Coutinho 85e                         |
| 24/10/2021 | 10e | Real Madrid        | Camp Nou, Barcelone                    | 1-2   | Agüero 90+7e                                                     |
| 27/10/2021 | 11e | Rayo Vallecano     | Stade de Vallecas, Madrid              | 1-0   | /                                                                |
| 31/10/2021 | 12e | Deportivo Alavés   | Camp Nou, Barcelone                    | 1-1   | Depay 49e                                                        |
| 06/11/2021 | 13e | Celta de Vigo      | Stade de Balaídos, Vigo                | 3-3   | Fati 5e, Depay 18e, Busquets 34e                                 |
| 20/11/2021 | 14e | RCD Espanyol       | Camp Nou, Barcelone                    | 1-0   | Depay 47e (pen.)                                                 |
| 27/11/2021 | 15e | Villarreal CF      | Stade de la Céramique, Villarreal      | 1-3   | F. de Jong 48e, Depay 88e, Coutinho 90+4e (pen.)                 |
| 05/12/2021 | 16e | Real Betis         | Camp Nou, Barcelone                    | 0-1   | /                                                                |
| 12/12/2021 | 17e | Osasuna            | Stade El Sadar, Pampelune              | 2-2   | Nico González 12e, Ezzalzouli 49e                                |
| 18/12/2021 | 18e | Elche CF           | Camp Nou, Barcelone                    | 3-2   | Jutglà 16e, Gavi 19e, Nico González 85e                          |
| 02/01/2022 | 19e | RCD Majorque       | Stade de Son Moix, Palma               | 0-1   | L. de Jong 44e                                                   |
| 08/01/2022 | 20e | Grenade CF         | Nouveau stade de Los Cármenes,         | 1-1   | L. de Jong 57e                                                   |
| 24/04/2022 | 21e | Rayo Vallecano     | Camp Nou, Barcelone                    | 0-1   | /                                                                |
| 23/01/2022 | 22e | Deportivo Alavés   | Stade de Mendizorroza, Vitoria-Gasteiz | 0-1   | F. de Jong 87e                                                   |
| 06/02/2022 | 23e | Atlético de Madrid | Camp Nou, Barcelone                    | 4-2   | J.Alba 10e, Gavi 21e, Araújo 43e, D.Alves 49e                    |
| 13/02/2022 | 24e | RCD Espanyol       | RCDE Stadium,                          | 2-2   | Pedri 2e, L. de Jong 90+4e                                       |
| 20/02/2022 | 25e | Valence CF         | Stade de Mestalla, Valence             | 1-4   | P.E.Aubameyang 22e 38e 63e, F. de Jong 31e                       |
| 27/02/2022 | 26e | Athletic Bilbao    | Camp Nou, Barcelone                    | 4-0   | P.E Aubameyang 35e, O.Dembélé 72e, L. De Jong 90e, M.Depay 90+3e |
| 06/03/2022 | 27e | Elche CF           | Stade Martínez Valero, Elche           | 1-2   | F.Torres 60e, M.Depay 84e (pen.)                                 |
| 13/03/2022 | 28e | Osasuna            | Camp Nou, Barcelone                    | 4-0   | F. Torres 13e (pen.) 21e, P.E.Aubameyang 26e, R.Puig 75e         |
| 20/03/2022 | 29e | Real Madrid        | Stade Santiago Bernabéu, Madrid        | 0-4   | P.E.Aubameyang 29e 51e, Araujo 37e, F.Torres 47e                 |
| 03/04/2022 | 30e | Séville FC         | Camp Nou, Barcelone                    | 1-0   | Pedri 72e                                                        |
| 10/04/2022 | 31e | Levante UD         | Stade Ciudad de Valencia, Valence      | 3-2   | P.E Aubameyang 59e, Pedri 63e, L. De Jong 90+2e                  |
| 18/04/2022 | 32e | Cadix CF           | Camp Nou, Barcelone                    | 1-0   | /                                                                |
| 21/04/2022 | 33e | Real Sociedad      | Stade d'Anoeta, Saint-Sébastien        | 1-0   | P.E Aubameyang 11e                                               |
| 01/05/2022 | 34e | RCD Majorque       | Camp Nou, Barcelone                    | 2-1   | M.Depay 25e, S.Busquets 54e                                      |
| 07/05/2022 | 35e | Real Betis         | Stade Benito-Villamarín, Séville       | 2-1   | A.Fati 76e, J.Alba 90+4e                                         |
| 10/05/2022 | 36e | Celta de Vigo      | Camp Nou, Barcelone                    | 3-1   | M.Depay 30e, P.E Aubameyang 41e, P.E Aubameyang 48e              |
| 15/05/2022 | 37e | Getafe CF          | Coliseum Alfonso Pérez, Getafe         | 0-0   |                                                                  |
| 22/05/2022 | 38e | Villarreal CF      | Camp Nou, Barcelone                    | 0-2   |                                                                  |

#### Classement
Le classement est établi sur le barème de points classique (victoire à 3 points, match nul à 1, défaite à 0).
Pour départager les égalités, on tient d'abord compte des points en confrontations directes, puis de la différence de buts en confrontations directes, puis de la différence de buts générale, puis du nombre de buts marqués et enfin du nombre de points de fair-play.
| Rang | Équipe                  | Pts | J  | G  | N  | P  | Bp | Bc | Diff |
| ---- | ----------------------- | --- | -- | -- | -- | -- | -- | -- | ---- |
| 1    | Real Madrid S           | 86  | 38 | 26 | 9  | 4  | 80 | 31 | +49  |
| 2    | FC Barcelone            | 73  | 38 | 21 | 10 | 7  | 68 | 38 | +30  |
| 3    | Atlético de Madrid T    | 71  | 38 | 21 | 8  | 9  | 65 | 43 | +22  |
| 4    | Séville FC              | 70  | 38 | 18 | 16 | 4  | 53 | 30 | +23  |
| 5    | Real Betis C            | 65  | 38 | 19 | 8  | 11 | 62 | 40 | +22  |
| 6    | Real Sociedad           | 62  | 38 | 17 | 11 | 10 | 40 | 37 | +3   |
| 7    | Villarreal CF           | 59  | 38 | 16 | 11 | 11 | 63 | 37 | +26  |
| 8    | Athletic Bilbao         | 55  | 38 | 14 | 13 | 11 | 43 | 36 | +7   |
| 9    | Valence CF              | 48  | 38 | 11 | 15 | 12 | 48 | 52 | -4   |
| 10   | CA Osasuna              | 47  | 38 | 12 | 11 | 15 | 37 | 51 | -14  |
| 11   | Celta de Vigo           | 46  | 38 | 12 | 10 | 16 | 43 | 43 | 0    |
| 12   | Rayo Vallecano P        | 42  | 38 | 11 | 9  | 18 | 39 | 50 | -11  |
| 13   | Elche CF                | 42  | 38 | 11 | 9  | 18 | 40 | 52 | -12  |
| 14   | Espanyol de Barcelone P | 42  | 38 | 10 | 12 | 16 | 40 | 53 | -13  |
| 15   | Getafe CF               | 39  | 38 | 8  | 15 | 15 | 33 | 41 | -8   |
| 16   | RCD Majorque P          | 39  | 38 | 10 | 9  | 19 | 36 | 63 | -27  |
| 17   | Cadix CF                | 39  | 38 | 8  | 15 | 15 | 35 | 51 | -16  |
| 18   | Grenade CF              | 38  | 38 | 8  | 14 | 16 | 44 | 61 | -17  |
| 19   | Levante UD              | 35  | 38 | 8  | 11 | 19 | 51 | 76 | -25  |
| 20   | Deportivo Alavés        | 31  | 38 | 8  | 7  | 23 | 31 | 65 | -34  |

Qualifications européennes
Ligue des champions 2022-2023
- 1er, 2e, 3e, et 4e : phase de groupes

Ligue Europa 2022-2023
- 5e et C : phase de groupes

Ligue Europa Conférence 2022-2023
- 6e : tour de barrage - voie principale

Relégation
- 18e, 19e et 20e : relégation en LaLiga SmartBank

Abréviations
- T : Tenant du titre
- C : Vainqueur de la Coupe du Roi 2021-2022
- S : Vainqueur de la Supercoupe d'Espagne 2021-2022
- P : Promus de LaLiga SmartBank

#### Évolution du classement et des résultats
| Journée  | 1 | 2 | 3 | 4   | 5   | 6   | 7   | 8 | 9 | 10 | 11 | 12 | 13 | 14 | 15 | 16 | 17 | 18 | 19 | 20 | 21 | 22 | 23 | 24 | 25 | 26 | 27 | 28 | 29 | 30 | 31 | 32 | 33 | 34 | 35 | 36 | 37 | 38 | Journées en tête |
| -------- | - | - | - | --- | --- | --- | --- | - | - | -- | -- | -- | -- | -- | -- | -- | -- | -- | -- | -- | -- | -- | -- | -- | -- | -- | -- | -- | -- | -- | -- | -- | -- | -- | -- | -- | -- | -- | ---------------- |
| Terrain  | D | E | D | E   | D   | E   | D   | E | D | D  | E  | D  | E  | D  | E  | D  | E  | D  | E  | E  | D  | E  | D  | E  | E  | D  | E  | D  | E  | D  | E  | D  | E  | D  | E  | D  | E  | D  | —                |
| Résultat | V | N | V | R   | N   | N   | V   |   |   |    |    |    |    |    |    |    |    |    |    |    |    |    |    |    |    |    |    |    |    |    |    |    |    |    |    |    |    |    | —                |
| Points   | 3 | 4 | 7 | 7   | 8   | 9   | 12  |   |   |    |    |    |    |    |    |    |    |    |    |    |    |    |    |    |    |    |    |    |    |    |    |    |    |    |    |    |    |    | —                |
| Place    | 3 | 4 | 4 | 7-1 | 7-1 | 7-1 | 6-1 |   |   |    |    |    |    |    |    |    |    |    |    |    |    |    |    |    |    |    |    |    |    |    |    |    |    |    |    |    |    |    |                  |

1. ↑  Séville FC-FC Barcelone, match comptant pour la 4e journée, est reporté en raison de la prolongation de la trêve internationale pour les joueurs sud-américains. Le match est reporté à une date ultérieure[9].

### Ligue des champions
Le tirage au sort des phases de groupes a lieu le 26 août 2021 à 19h00 (UTC+3).
Le FC Barcelone est placé dans le chapeau 2.

#### Phase de groupes

##### Calendrier
| Date       | J.  | Adversaire    | Lieu                     | Score | Buteurs   |
| 14/09/2021 | 1re | Bayern Munich | Camp Nou, Barcelone      | 0-3   |           |
| 29/09/2021 | 2e  | SL Benfica    | Estádio da Luz, Lisbonne | 3-0   |           |
| 20/10/2021 | 3e  | Dynamo Kiev   | Camp Nou, Barcelone      | 1-0   | Piqué 36e |
| 02/11/2021 | 4e  | Dynamo Kiev   | Stade olympique, Kiev    | 0-1   | Fati 70e  |
| 23/11/2021 | 5e  | SL Benfica    | Camp Nou, Barcelone      | 0-0   |           |
| 08/12/2021 | 6e  | Bayern Munich | Allianz Arena, Munich    | 3-0   |           |

##### Classement
| Rang | Équipe        | Pts | J | G | N | P | Bp | Bc | Diff |
| ---- | ------------- | --- | - | - | - | - | -- | -- | ---- |
| 1    | Bayern Munich | 18  | 6 | 6 | 0 | 0 | 22 | 3  | +19  |
| 3    | SL Benfica    | 8   | 6 | 2 | 2 | 2 | 7  | 9  | -2   |
| 2    | FC Barcelone  | 7   | 6 | 2 | 1 | 3 | 2  | 9  | -7   |
| 4    | Dynamo Kiev   | 1   | 6 | 0 | 1 | 5 | 1  | 11 | -10  |

### Ligue Europa

#### Barrages de la phase à élimination directe
Les deuxièmes de la phase de groupes de la Ligue Europa, rejoints par les huit équipes ayant terminé troisièmes de leur groupe en Ligue des champions, participent aux barrages de la phase à élimination directe de la Ligue Europa. Les huit premiers de la phase de groupes de la Ligue Europa, quant à eux, commencent leur phase finale par les huitièmes de finale.

#### Phase éliminatoire

##### Calendrier
| Date       | Tour         | Adversaire | Lieu                         | Score | Buteurs                                                           |
| 17/02/2022 | Match aller  | SSC Naples | Camp Nou, Barcelone          | 1-1   | F.Torres 79e (pen.)                                               |
| 24/02/2022 | Match retour | SSC Naples | Stade Diego Maradona, Naples | 2-4   | Jordi Alba 8e , F. de Jong 13e , G.Piqué 45e , P.E.Aubameyang 59e |

#### Huitièmes de finale

##### Calendrier
| Date       | Tour         | Adversaire     | Lieu                  | Score | Buteurs                       |
| 10/03/2022 | Match aller  | Galatasaray SK | Camp Nou, Barcelone   | 0-0   | -                             |
| 17/03/2022 | Match retour | Galatasaray SK | Nef Stadium, Istanbul | 1-2   | Pedri 37e, P.E.Aubameyang 49e |

#### Quarts de finale

##### Calendrier
| Date       | Tour         | Adversaire          | Lieu                          | Score | Buteurs                                 |
| 7/04/2022  | Match aller  | Eintracht Francfort | Deutsche Bank Park, Francfort | 1-1   | F.Torres 66e                            |
| 14/04/2022 | Match retour | Eintracht Francfort | Camp Nou, Barcelone           | 3-2   | S.Busquets 90+1e, M.Depay 90+10e (pen.) |

### Supercoupe d'Espagne
| Date       | Tour        | Adversaire  | Lieu                        | Score | Buteurs                  |
| ---------- | ----------- | ----------- | --------------------------- | ----- | ------------------------ |
| 12/01/2022 | Demi-finale | Real Madrid | Stade Roi-Abdallah, Djeddah | 2-3   | L.De Jong 43e ; Fati 84e |

### Coupe d'Espagne
| Date       | Tour          | Adversaire      | Lieu                                    | Score | Buteurs                    |
| ---------- | ------------- | --------------- | --------------------------------------- | ----- | -------------------------- |
| 05/01/2022 | 16e de finale | Linares CF      | Estadio Municipal de Linarejos, Linares | 1-2   | Dembélé 63e ; FJutglà 69e  |
| 19/01/2022 | 8e de finale  | Athletic Bilbao | San Mamés, Bilbao                       | 3-2   | F.Torres 20e ; Pedri 90+3e |

## Statistiques

### Statistiques des buteurs
mis à jour le 21 février 2022
| Place      | Nom           | Liga | Coupe du Roi | Ligue des Champions | Ligue Europa | Supercoupe d'Espagne | TOTAL des buts |
| ---------- | ------------- | ---- | ------------ | ------------------- | ------------ | -------------------- | -------------- |
| 1          | Depay         | 12   | 0            | 0                   | 1            | 0                    | 13             |
| 1          | Aubameyang    | 11   | 0            | 0                   | 2            | 0                    | 13             |
| 2          | F.Torres      | 4    | 1            | 0                   | 2            | 0                    | 7              |
| 2          | L. de Jong    | 6    | 0            | 0                   | 0            | 1                    | 7              |
| 4          | Fati          | 4    | 0            | 1                   | 0            | 1                    | 6              |
| 5          | Pedri         | 3    | 1            | 0                   | 1            | 0                    | 5              |
| 5          | F.de Jong     | 3    | 0            | 0                   | 1            | 0                    | 4              |
| 5          | Araujo        | 4    | 0            | 0                   | 0            | 0                    | 4              |
| 6          | G.Piqué       | 1    | 0            | 1                   | 1            | 0                    | 3              |
| 6          | Busquets      | 2    | 0            | 0                   | 1            | 0                    | 3              |
| 6          | Jordi Alba    | 2    | 0            | 0                   | 1            | 0                    | 3              |
| 7          | Braithwaite   | 2    | 0            | 0                   | 0            | 0                    | 2              |
| 7          | Roberto       | 2    | 0            | 0                   | 0            | 0                    | 2              |
| 7          | Nico Gonzalez | 2    | 0            | 0                   | 0            | 0                    | 2              |
| 7          | Gavi          | 2    | 0            | 0                   | 0            | 0                    | 2              |
| 7          | Coutinho      | 2    | 0            | 0                   | 0            | 0                    | 2              |
| 7          | Ferran Jutglà | 1    | 1            | 0                   | 0            | 0                    | 2              |
| 7          | Dembélé       | 1    | 1            | 0                   | 0            | 0                    | 2              |
| 8          |               |      |              |                     |              |                      |                |
| Agüero     | 1             | 0    | 0            | 0                   | 0            | 1                    |                |
| Ezzalzouli | 1             | 0    | 0            | 0                   | 0            | 1                    |                |
| Riqui Puig | 1             | 0    | 0            | 0                   | 0            | 1                    |                |
| Alves      | 1             | 0    | 0            | 0                   | 0            | 1                    |                |
| Détails    | 22 buteurs    | 68   | 4            | 2                   | 10           | 2                    | 86             |

### Statistiques des passeurs
mis à jour le 21 février 2022
| Place    | Nom             | Liga | Coupe du Roi | Ligue des Champions | Ligue Europa | Supercoupe d'Espagne | TOTAL des passes |
| -------- | --------------- | ---- | ------------ | ------------------- | ------------ | -------------------- | ---------------- |
| 1        | Dembélé         | 13   | 0            | 0                   | 0            | 0                    | 13               |
| 2        | Alba            | 10   | 0            | 1                   | 0            | 1                    | 12               |
| 3        | F.Torres        | 4    | 0            | 0                   | 2            | 0                    | 6                |
| 4        | F. de Jong      | 3    | 0            | 0                   | 2            | 0                    | 5                |
| 4        | Gavi            | 5    | 0            | 0                   | 0            | 0                    | 5                |
| 5        | A.Traoré        | 2    | 0            | 0                   | 2            | 0                    | 4                |
| 5        | Alves           | 3    | 1            | 0                   | 0            | 0                    | 4                |
| 6        | Dest            | 3    | 0            | 0                   | 0            | 0                    | 3                |
| 7        |                 |      |              |                     |              |                      |                  |
| Depay    | 2               | 0    | 0            | 0                   | 0            | 2                    |                  |
| Nico     | 1               | 1    | 0            | 0                   | 0            | 2                    |                  |
| Mingueza | 1               | 1    | 0            | 0                   | 0            | 2                    |                  |
| 8        | Busquets        | 0    | 1            | 0                   | 0            | 0                    | 1                |
| 8        | Roberto         | 1    | 0            | 0                   | 0            | 0                    | 1                |
| 8        | P.E. Aubameyang | 1    | 0            | 0                   | 0            | 0                    | 1                |
| 8        | Braithwaite     | 1    | 0            | 0                   | 0            | 0                    | 1                |
| 8        | Lenglet         | 1    | 0            | 0                   | 0            | 0                    | 1                |
| 8        | Pedri           | 1    | 0            | 0                   | 0            | 0                    | 1                |
| 8        | L. De Jong      | 0    | 0            | 0                   | 1            | 0                    | 1                |
| Détails  | 18 passeurs     | 50   | 4            | 1                   | 7            | 1                    | 63               |

## Maillots

### Joueurs
| Domicile | Extérieur | Ligue des champions | Quatrième "senyera" |

### Gardiens
| Domicile | Exterieur | Troisième |

## Récompenses et distinctions
Le 22 novembre 2021, Pedri remporte le prix Golden Boy qui récompense le meilleur joueur de moins de 21 ans de l'année. Le 29 novembre, il remporte le trophée Kopa.
Lionel Messi remporte quant à lui son septième Ballon d'or.
Le 2 juin 2022, Pedri est élu meilleur joueur de la saison du FC Barcelone par les supporters, devançant Ronald Araujo.

## Équipe nationale
Trois joueurs du FC Barcelone remportent la médaille d'argent avec l'Espagne aux Jeux olympiques de Tokyo : Pedri, Óscar Mingueza et Eric García.
Le 30 septembre 2021, le jeune Gavi (17 ans) est convoqué pour la première fois par Luis Enrique à l'occasion du match de Ligue des Nations face à l'Italie. Gavi est titularisé lors de cette rencontre face à l'Italie le 6 octobre 2021 et devient, à cette occasion, le plus jeune joueur de l'histoire à jouer un match pour l'équipe d'Espagne à 17 ans et 62 jours. Il participe donc à la victoire de son équipe par deux buts à un.